# Mészáros Árpád Zsolt
Mészáros Árpád Zsolt (Nyíregyháza, 1974. március 23. –) magyar színész, énekes.

## Életrajza
Saját bevallása szerint soha nem akart színész lenni, bár már gyerekkorában színjátszó körbe járt, hogy kiélhesse szereplési vágyát. Sporttagozatos általános iskolába járt, majd vendéglátóipar felé kacsingatott, de túljelentkezés miatt csak szakmunkásképző iskolába vették fel. Itt három évig tanulta a teljes körű gépi forgácsoló szakmát.
Egy nap Gaál Erzsébet és Zsótér Sándor statisztákat kerestek a nyíregyházi Móricz Zsigmond Színházba. A meghallgatásra csak a tanóráról való igazolás reményében ment el, ennek eredménye egy forradalmár szerepe lett a Danton c. színdarabban. A színház színészképzőjén Megyeri Zoltán és Bárány Frigyes tanította a színészmesterségre, ill. beszédtechnikára. Folyamatos képzés mellett egyre nagyobb szerepeket kapott, és közben a színházban megkapta a Kölyök becenevet.
1993-ban Verebes István került a színház igazgatói székébe, aki nem nézte jó szemmel a fiatal színész életmódját, ezért elbocsátotta a társulatból, de beiratkozhatott az akkor induló stúdióba. Mészáros meggyőzte Verebes Istvánt – aki később a szakmai mentora is lett – a tehetségéről, és az évad végén visszavette a társulatba. Pályája elején olyan színművészekkel dolgozott együtt, mint Kaszás Attila (A falu rossza), Bede-Fazekas Szabolcs (Nyitott ablak, Ötödik Frank) vagy Pregitzer Fruzsina (Jean Paul Marat üldöztetése.., Tündérkert). A nyíregyházi színházban többek között Schlanger András (Patika, A falu rossza), Telihay Péter (A velencei kalmár) és Mohácsi János (rendező) (Krétakör) rendezéseiben szerepelt.
1997-ben kollégáival egy színházi vállalkozás keretében megalapította a NapFolt Produkciót, amelynek egyik nagy sikere volt a Rémségek kicsiny boltja c. darab. Az egyik előadáson az egyik féltékeny táncos megütötte, s ő magatehetetlenül a földre zuhant, ezáltal a lengőbordája beleszúródott a veséjébe. 2 nappal később derült csak ki, hogy nem egy egyszerű sérülésről van szó. Az orvosok egy 6,5 cm-es rosszindulatú daganatot találtak a bal veséjében, azonnali műtéttel ki kellett venni a veséjét, akaraterejének köszönhetően sikerült felépülnie. Ezután 3 év rehabilitáció következett. Ekkor látta a televízióban Miller Zoltánt, és az ő hatására elkezdett éneket tanulni. Először Toldy Mária, majd Nagy Anikó lett az énektanára. Ezzel párhuzamosan G. Simon Zsuzsa énektanárnál tanult klasszikus éneket is.
Színész I. Diplomáját 1998-ban kapta meg (Akidze (Krétakör)), majd 2000-ben megszerezte a Színművészeti Egyetem és Kulturális Minisztérium színészdiplomáját is.
Bár 1998-ban prózai diplomát szerzett, egyre jobban vonzották a zenés szerepek. Lehetőséget kapott több vidéki színházban, többek között a debreceni Csokonai Nemzeti Színházban, és a Veszprémi Petőfi Színházban. Veszprémben ismerkedett meg Vastag Csabával, az első magyar X-Faktor-győztessel, aki később a kislánya keresztapja lett.
A vidéki sikerek után, 2000-ben felkérést kapott a Budapesti Operettszínház igazgatójától, Kerényi Miklós Gábortól Riff szerepére (West Side Story). Az áttörő sikert azonban a Mozart! című musical hozta meg számára 2003-ban, amibe egy hét próba után kellett beállnia. Egy év alatt olyannyira belopta magát a nézők szívébe, hogy megkapta a 2004-es Súgó Csiga díj fődíját, majd 2006-ban kiscsigát kapott. Ezt a színházművészet iránt fokozottan érdeklődő közönség szavazatai alapján adták át évente előző év legjobb színészeinek (évente 12).
2006-ban – Földes Tamással megosztva – megkapta az Év Operett-Musical Színészének díját. 2009-ben pedig nagy megtiszteltetés érte, meghívott vendég volt Gianni Morandi budapesti jótékonysági koncertjén.
2008-ban részt vett a Magyar Televízió által szervezett eurovíziós nemzeti válogatóban, ahol Vágó Zsuzsival közösen adták elő a Két szív című dalt, mely végül a harmadik helyen végzett, így nem ők jutottak ki Belgrádba, a 2008-as Eurovíziós Dalfesztiválra.
2010-ben egy szerep kedvéért megtanult lovagolni (Tenkes kapitánya: Buga Jakab). Egy évre rá a Nemzeti Vágta Sztárfutamán III. helyezést ért el. Ehhez a szerephez kapcsolódóan az ügetővel is megismerkedett. A 2010-es Szilveszteri Ügetőn megnyerte a Zenthe Ferenc Emlékfutamot , 2015-ben pedig második lett .
2012. november 24-én megnyitotta IMÁZS névre keresztelt éttermét, amely azóta sikeresen működik. 2014 óta egy nemzetközi cég kreatív menedzsereként is dolgozik.
2014-től a Veres 1 Színház társulatának tagja.
2024-ben távozott a Budapesti Operettszínház társulatából.

## Magánélete
Édesapja autószerelő és autóversenyző volt, az 1970-es években rally magyar bajnokságot is nyert. A hetvenes évek végén egy versenybalesetben elvesztette barátját, a mellette ülő szerelőtársát. Felelősségre vonták, másfél év letöltendő börtönbüntetést kapott. Később dolgozott az autószerelés mellett pl. taxisként, és önkéntes rendőrként is. (Forrás: Pepita Magazin, 2010. szept). Édesapja ágán dédapja Tóth László kocsmáros, a korabeli Ki Kicsoda Magyar Iparosok Lexikonjában szerepelt. Édesanyja pedig pénzügyi területen dolgozott. Egy nővére van, Andrea.
Elvált, első feleségétől egy fia született: Levente Bendegúz (1996).
Később élettársától két gyermeke született – Rózsa (2006), Merse (2011). Élettársától 2013 tavaszán különvált.
2013 második felétől ismét párkapcsolatban él Brigitta nevű párjával. Ebből a kapcsolatból egy gyermeke született – Árpád (2015).
Gyermekei és keresztlánya – nővérének a lánya –, Helmeczi Bianka is érdeklődik a zenei világ iránt. Együtt léptek fel MÁZS-koncerteken, vendégként. Bendegúz közreműködött a Musicalek MÁZS-képpen (2007) c. lemezen, Rózsa szerepelt videóklipben és reklámban is. Bianka 2013-ban indult a Voice című tehetségkutató műsorban.
2019-ben szakítottak, és az második felében megismerkedtek Krisztinával, akivel már az esküvőt tervezik.[forrás?]

## Díjai
- 1990 – Szabolcs-Szatmár-Bereg Megye művészi kitüntetés.
- 2004 – Súgó Csiga-díj – Fődíja.
- 2006 – Súgó Csiga-díj – kiscsiga.
- 2006 – Az évad operett-musical színésze – megosztva Földes Tamással.
- 2008 – Eurovíziós dalfesztivál magyarországi döntő III. hely (Két szív (Abigél c. musical)) – duett Vágó Zsuzsival.
- 2011 – Magyar Tolerancia Díj.
- 2011 – Pepita-díj ezüst fokozata.
- 2012 – Szabolcs-Szatmár-Bereg megyei Prima Primissima díj – közönségdíj.
- 2013 – a legnépszerűbb musical színész (zene.hu szavazás).
- 2013 – Csillag díj – A 2012-2013 évad férfi főszereplő (Ördögölő Józsiás – Bakszén, az ördögök hercege).
- 2016 – Arany Kotta Díj – szakmai zsűri különleges elismerése (Nők az idegösszeomlás szélén).

- Jelölés: 2008 – Fonogram-díj – Az év szórakoztató albuma: Musicalek MÁZS-képpen.
- Színházi előadás díjazása: Faragó Béla, Mohácsi István, Mohácsi János: Krétakör – Zaharij Akidze, énekes  Archiválva 2016. augusztus 13-i dátummal a Wayback Machine-ben.
  - 1999 – Színikritikusok díja.
  - 1999 – XVIII. Országos Színházi Találkozó – Győr – Fődíj.
  - 2000 – Miskolci Színházi Fesztivál – Fesztiváldíj.
- 2016 – Jelölés a Színikritikusok díjára – a legjobb kommersz előadás kategóriában: Jeffrey Lane, David Yazbek: Nők az idegösszeomlás szélén.

## Énekesként
hangfaja: tenor
Több szólólemeze jelent meg. A MÁZS-képp énekelek és a Szédült világ c. album saját számokat, a Musicalek MÁZS-képpen c. album pedig musicalslágerek feldolgozását tartalmazza.
Szólólemezei
- 2005 – Te vagy a végzetem (kislemez)

1. Ezerszín dal
2. Indul a lábam

- 2005 – MÁZS-szilánkok – maxi CD (Musical&Operett újság melléklete)

1. Csend
2. Úgy szeretlek téged
3. Te vagy a végzetem

- 2006 – MÁZS-képp énekelek

kiadó: Private Moon
1. Add ide a kezed
2. Csend
3. Egy utcát keresek
4. Funky soul
5. Kisvárosi blues
6. Legénylakás
7. Száz szó helyett
8. Te vagy a végzetem
9. Úgy szeretlek téged
10. Valaki vár

- 2007 – Musicalek MÁZS-képpen – MAHASZ-lista 10.

kiadó: EMI
1. Sakk – Egy éjszaka Bangkokban
2. Anconai szerelmesek: Quando, quando
3. Hair: I got life
4. Rómeó és Júlia: Hogy mondjam el?!
5. Anconai szerelmesek: Ritornero
6. Jézus Krisztus Szupersztár: A zelóta Simon
7. Peter Pan: Sohaország
8. Abigél: Két szív (duett Vágó Zsuzsival)
9. Oltári srácok: Test, szellem, lélek
10. Rémségek kicsiny boltja: Hirtelen Seymour (duett Vágó Zsuzsival)
11. Fame: Művész (próza: Mészáros Levente Bendegúz)
12. Bónuszdal: Cashflow (duett Miller Zoltánnal)

- 2009 – Szédült világ – MAHASZ-lista 31.

kiadó: SonyBMG
1. Kis ember nagy szívvel
2. Fiam
3. Most kell, hogy élj (MÁZS)
4. Féltékeny szív
5. Lehet ez egy őrült nap
6. A felhők érted sírnak
7. Üres szobám
8. Szélvihar
9. Mit is adhatnék?
10. Szép az élet, így most jó
11. A zene csak szól (duett Janza Katával)
12. Bónuszdal: Vár ránk egy MÁZS világ
13. Bónuszdal: Kis ember nagy szívvel (karaoke verzió)
14. Most kell, hogy élj (MÁZS) (karaoke verzió)

Közreműködött a következő kiadványokon
CD
- 2006 – Mesemusicalek, musicalmesék  – Ősi monda szól (duett Janza Katával).
- 2007 – Kassai Csilla, Molnár Piroska, Gelsi Erika: Csokiország (mese, gyermeklemez) – Csokiország főcímdal.
- 2007 – Nemadmomfel: Soha nem adjuk fel – A lemezen közreműködik: Illényi Katica (hegedű), Kiki (Első emelet), Mészáros Árpád Zsolt (Operett Színház), Molnár Ferenc (Caramel), Révész Sándor (Piramis Együttes), Rúzsa Magdi (ének).
- 2008 – Csináljuk a fesztivált  (CD + DVD) – Rock Around The Clock.
- 2008 – Bodnár Viviem: Magadat vállalni kell – Hét év után (tercett: Bodnár Viviennel és Koltay Gergellyel), A szeretet az egyetlen (duett Bodnár Viviennel).
- 2009 – Apa – válogatás CD – Fiam.
- 2010 – Férfiak – válogatás CD – 2010 – Cashflow (duett Miller Zoltánnal).
- 2010 – Siménfalvy Ágota: Ébred valami a szívemben – Menyasszonytánc (duett Siménfalvy Ágotával)
- 2015 – Nemzeti Lovas Színház: Gladiátor giga musical CD  (közreműködik: Pintér Tibor, Sasvári Sándor, Wolf Kati, Mészáros Árpád Zsolt, Papadimitriu Athina, Békefi Viktória, Sipos Imre, Várfi Sándor, Mohácsi Márk).

DVD
- 2008 – Csináljuk a fesztivált (CD + DVD) – Mészáros Árpád Zsolt: Rock Around The Clock.

## Közreműködött a Budapesti Operettszínház következő kiadványain
(kiadó: Pentaton Koncert és Művészügynökség)
CD
2004 – Rómeó és Júlia – aranylemez, platinalemez – 2004.
- Lehetsz király (Bereczki Zoltán, Mészáros Árpád Zsolt, Dolhai Attila).
- Hahaha (Náray Erika, Mészáros Árpád Zsolt, Bereczki Zoltán).
- Párbaj – Mercutio halála (Bereczki Zoltán, Szabó P. Szilveszter, Mészáros Árpád Zsolt, Dolhai Attila).
- Hogy mondjam el? (Mészáros Árpád Zsolt).
- Bűnösök (Janza Kata, Csengery Ottília, Náray Erika, Mészáros Árpád Zsolt, Csuha Lajos).

2005 – Mindhalálig musical 
- Szívből szeretni (Janza Kata, Szinetár Dóra, Siménfalvy Ágota, Bereczki Zoltán, Dolhai Attila, Mészáros Árpád Zsolt, Szabó P. Szilveszter).
- Kisfiú (Mészáros Árpád Zsolt).
- Árnyékdal (Mészáros Árpád Zsolt).
- Szeret mind ki ismer (Siménfalvy Ágota, Mészáros Árpád Zsolt).
- A holnap hídja (Janza Kata, Szinetár Dóra, Siménfalvy Ágota, Bereczki Zoltán, Dolhai Attila, Mészáros Árpád Zsolt, Szabó P. Szilveszter).
- Lehetsz király (Remix, Bereczki Zoltán, Dolhai Attila, Mészáros Árpád Zsolt).

2006 – Rudolf maxi CD (Cosmopolitan melléklete).
- Holnap hídja (Janza Kata, Polyák Lilla, Vágó Bernadett, Bereczki Zoltán, Dolhai Attila, Bereczki Zoltán, Mészáros Árpád Zsolt, Szabó P. Szilveszter).

2006 – Menyasszonytánc
- Hová jutottunk? (Dézsy-Szíbó Gábor, Mészáros Árpád Zsolt).
- Futni, menekülni – András dala (Mészáros Árpád Zsolt).
- Rózsi és András duettje (Siménfalvy Ágota, Mészáros Árpád Zsolt).

2008 – Abigél
- Két szív (Vágó Zsuzsi, Mészáros Árpád Zsolt).
- Mondjon egy imát – Tercett (Vágó Zsuzsi, Mészáros Árpád Zsolt, Balikó Tamás).

2010 – Rebecca
- Nem szól szám… (Mészáros Árpád Zsolt).

2010 – Musical legendák
- Gyere Álmodj! (Vágó Zsuzsi, Vágó Bernadett, Peller Anna, Janza Kata, Szabó P. Szilveszter, Kerényi Miklós Máté, Mészáros Árpád Zsolt, Dolhai Attila).
- Jekyll és Hyde: Eljött az óra (Mészáros Árpád Zsolt).
- Godspell: Ha bármi bánt (Mészáros Árpád Zsolt, Kerényi Miklós Máté).

DVD
- 2006 – Rómeó és Júlia – Benvolio szerepében.
- 2007 – Musical karaoke – közreműködik: Janza Kata, Szinetár Dóra, Bereczki Zoltán, Dolhai Attila, Mészáros Árpád Zsolt, Szabó P. Szilveszter.

## Filmjei, televíziós szereplései
- 2003 – Barátok közt – Csaba drogdílere,Major Attila – RTL Klub
- 2000 környékén (pontos időpont nem ismert) – Víg-kend (műsorvezető) – Kölcsey TV, Nyíregyháza
- 2000 – Kisváros – statiszta – M1
- 2005 – BUÉK Sztárvarázs – Duna TV
- 2006 – Barátok közt– Bauer Jani – RTL Klub – 2008-ban megjelent DVD-n
- 2008 – A Stáb – rádiós – Nyíregyházi TV
- 2008 – Musical slágerek – M1
- 2008.12.31 – Herce-Hurca – Megyünk Óbudára (szilveszteri kabaré) – M1
- 2009 – Tiszta kabaré – M1
- 2009 – Miller koncert – vendég – M1
- 2009.12.31 – Broadway Szilveszter – a Budapesti Operettszínház szilveszteri műsora – M1
- 2010.06.27 – Szabadság, te szülj nekem rendet – Magyar Szabadság Napja – Közvetítés a gödöllői Grassalkovich Parkból – M2
- 2012 – Aranypálca – Kálmán Imre Nemzetközi Operett-Musical Karmesterverseny – Duna TV
- 2015 – Tabaluga c. rajzfilm főcímdala – M2
- 2015 – Aranyélet 1. évad – tv-sorozat (4. rész) – Göndör – HBO[4]
- 2016 – Kills on wheels – Tiszta szívvel[5]
- 2016 – Aranyélet 2. évad – tv-sorozat (4. rész) – Göndör – HBO
- 2019 – Jófiúk 1. évad – tv-sorozat (11. rész – kocsma tulajdonos – RTL Klub
- 2021 – Jóban Rosszban – tv-sorozat – Tóth Lajos – Super TV2
- 2022 – Örök hűség – film
- 2024 – …a szomszéd tehene – tv-sorozat – Totya – RTL

Egyéb
- 2005 – Rómeó és Júlia (musical DVD)
- 2012 – / Tutti i rumori del mare (A tenger összes hangja) – olasz film – Laci

## Színházi szerepei
1989-től 2002-ig a Nyíregyházi Móricz Zsigmond Színház, 2002-től a Budapesti Operettszínház tagja.
Vendégművészként szerepelt – többek között – a Debreceni Csokonai Színházban, a Veszprémi Petőfi és a Pécsi Nemzeti Színházban is.
| Premier dátuma | Szerző: cím | műfaj                           | Rendező                                        | Szerep                                                                                         | Színház                                                     |  |
| -------------- | --- | ------------------------------- | ---------------------------------------------- | ---------------------------------------------------------------------------------------------- | ----------------------------------------------------------- |  |
| 1990.04.07.    | Georg Büchner: Danton | dráma                           | Gaál Erzsébet                                  | nép                                                                                            | Móricz Zsigmond Színház                                     |  |
| 1990.09.22.    | Szép Ernő: Patika | vígjáték                        | Schlanger András                               | Fábián                                                                                         | Móricz Zsigmond Színház                                     |  |
| 1991.06.27.    | Siposhegyi Péter: Trianoni emberek | történelmi hullarablás          | Schlanger András                               | Fiú                                                                                            | A Móricz Zsigmond Színház előadása a Gyulai Várszínházban   |  |
| 1991.09.16.    | Szigligeti Ede: Liliomfi | vígjáték                        | Vas Zoltán Iván                                | nincs adat (n. a.)                                                                             | Móricz Zsigmond Színház                                     |  |
| 1991.11.23.    | Romhányi József, Fényes Szabolcs: Hamupipőke | zenés mesejáték                 | Gellért Péter                                  | bohóc                                                                                          | Móricz Zsigmond Színház                                     |  |
| 1991.12.06.    | Dürrenmatt, William Shakespeare: Titus Andronicus, avagy hogyan legyünk terroristák                                                                                            | dráma                           | Zsótér Sándor                                  | Chiron                                                                                         | Móricz Zsigmond Színház                                     |  |
| 1992.02.16.    | William Shakespeare: Ahogy tetszik | vígjáték                        | Vas Zoltán Iván                                | Denis                                                                                          | Móricz Zsigmond Színház                                     |  |
| 1992.10.10.    | Móricz Zsigmond: Rokonok | színmű                          | Schlanger András                               | fiatalember                                                                                    | Móricz Zsigmond Színház                                     |  |
| 1992.11.14.    | Grimm: Jancsi és Juliska | mesejáték                       | Czeizel Gábor                                  | Jancsi                                                                                         | Móricz Zsigmond Színház                                     |  |
| 1993.03.20.    | Dale Wassermann, Mitch Leigh: La Mancha lovagja | színmű                          | Vas Zoltán Iván                                | n. a.                                                                                          | Móricz Zsigmond Színház                                     |  |
| 1993.10.02.    | Füst Milán, Presser Gábor, Valló Péter: A sanda bohóc | mesebohózat                     | Várnai Vanda                                   | nép, ellenség, katonák                                                                         | Móricz Zsigmond Színház                                     |  |
| 1993.12.04.    | Nóti Károly, Fényes Szabolcs, Szenes Iván: Nyitott ablak | zenés bohózat                   | Koós Olga                                      | Gólya                                                                                          | Móricz Zsigmond Színház                                     |  |
| 1994.01.15.    | Rákoss Péter, Bornai Tibor: Mumus | mu-musical                      | Avass Attila                                   | Marci                                                                                          | Móricz Zsigmond Színház                                     |  |
| 1994.09.03.    | Krúdy Gyula: A vörös postakocsi | Hangulat a régi Magyarországról | Hegyi Árpád Jutocsa                            | n. a.                                                                                          | Móricz Zsigmond Színház                                     |  |
| 1994.10.15.    | Fodor László, Lakatos László, Fekete Mária: Kasszasiker, avagy kapom a bankot                                                                                                  | zenés komédia                   | Kalmár Péter                                   | n. a.                                                                                          | Móricz Zsigmond Színház                                     |  |
| 1994.11.12.    | Nemes Nagy Ágnes: Bors néni | mesejáték                       | Novák János                                    | n. a.                                                                                          | Móricz Zsigmond Színház                                     |  |
| 1995.01.14.    | Peter Weiss: Jean Paul Marat üldöztetése és meggyilkolása, avagy a charentoni elmegyógyintézet színjátszói előadják De Sade úr betanításában                                   | színmű                          | Telihay Péter                                  | n. a.                                                                                          | Móricz Zsigmond Színház                                     |  |
| 1995.02.17.    | Jevgenyij Svarc: A hókirálynő | zenés mesejáték                 | Verebes István                                 | A mesemondó                                                                                    | Móricz Zsigmond Színház                                     |  |
| 1995.03.10.    | Nyikolaj Gogol: A revizor | szatíra                         | Megyeri Zoltán                                 | pincér                                                                                         | Móricz Zsigmond Színház                                     |  |
| 1995.10.12.    | Alfred Jarry: Übü király | színházi játék                  | Jékely Zoltán                                  | n. a.                                                                                          | Móricz Zsigmond Színház                                     |  |
| 1995.10.28.    | William Shakespeare: A velencei kalmár | vígjáték                        | Telihay Péter                                  | Gratiano                                                                                       | Móricz Zsigmond Színház                                     |  |
| 1995.11.18.    | Tolsztoj, Bródy Sándor: Fajnakó kalandjai | mesejáték                       | Hetey László, Lénert András                    | Karabarabás                                                                                    | Móricz Zsigmond Színház                                     |  |
| 1995.12.16.    | Dürrenmatt: Ötödik frank | színmű                          | Bagó Bertalan                                  | Herbert                                                                                        | Móricz Zsigmond Színház                                     |  |
| 1996.05.04.    | Stone, Styne, Merill: Senki sem tökéletes, avagy nincs aki hűvösen szereti | zenés játék                     | Verebes István                                 | boj                                                                                            | Móricz Zsigmond Színház                                     |  |
| 1996.09.18.    | Móricz Zsigmond: Tündérkert | történelmi tanulság             | Rajhona Ádám                                   | Szilassy                                                                                       | Móricz Zsigmond Színház                                     |  |
| 1996.12.07.    | Grünwald, Beda, Ábrahám: Bál a Savoyban | operett                         | Berényi Gábor                                  | Celestin                                                                                       | Móricz Zsigmond Színház                                     |  |
| 1997.02.14.    | Remenyik Zsigmond: Vén Európa Hotel | színmű                          | Verebes István                                 | José                                                                                           | Móricz Zsigmond Színház                                     |  |
| 1997.04.05.    | Edward Albee: Azt hiszem, megcsinálják!... | thrillerke                      | Verebes István                                 | Roger                                                                                          | Móricz Zsigmond Színház                                     |  |
| 1997.05.17.    | Jaroslav Hasek, Verebes István: Svejk | színmű                          | Tasnádi Csaba                                  | csendőrjárőr                                                                                   | Móricz Zsigmond Színház                                     |  |
| 1997.07.06.    | Alan Menken, Howard Ashman: Rémségek kicsiny boltja | musical                         | Tucker András                                  | Seymour                                                                                        | Nap-Folt Produkció                                          |  |
| 1997.10.18.    | William Shakespeare: Hamlet | dráma                           | Verebes István                                 | 2. sírásó                                                                                      | Móricz Zsigmond Színház                                     |  |
| 1997.11.28.    | Joseph Keringőzik: Arzén és levendula | vígjáték                        | Tasnádi Csaba                                  | Klein Rendőr                                                                                   | Móricz Zsigmond Színház                                     |  |
| 1997.12.06.    | Szirmai Albert: Mágnás Miska | operett                         | Berényi Gábor                                  | Baracs István                                                                                  | Móricz Zsigmond Színház                                     |  |
| 1998.03.21.    | Szép Ernő: Vőlegény | komédia                         | Cseke Péter (színművész)                       | Zoli                                                                                           | Móricz Zsigmond Színház                                     |  |
| 1998.06.12.    | John-Michelin Tebelak: Godspell | musical                         | Pinczés István                                 | n. a.                                                                                          | Nap-Folt Társulat                                           |  |
| 1998.10.10.    | Faragó Béla, Mohácsi István, Mohácsi János: Krétakör- 1999. Színikritikusok díja, XVIII. Országos Színházi Találkozó – Fődíj, 2000. Miskolci Színházi Fesztivál – Fesztiváldíj | színmű                          | Mohácsi János (rendező)                        | Zaharij Akidze, énekes                                                                         | Móricz Zsigmond Színház                                     |  |
| 1998           | Zerkovitz Béla, Szilágyi László, Harmath Imre: Csókos asszony | operett                         | n. a.                                          | Dorozsmay Pista                                                                                | Torontói Magyar Színház                                     |  |
| 1999.01.08.    | Tenesse Williams: Az ifjúság édes madara | színmű                          | Bal József                                     | George Scudder                                                                                 | Móricz Zsigmond Színház                                     |  |
| 1999.03.06.    | Galambos Péter: Senki földje | színmű                          | Galambos Péter                                 | Pislogó                                                                                        | Móricz Zsigmond Színház                                     |  |
| 1999.04.15.    | Fazekas Mihály, Schwajda György, Móricz Zsigmond: Lúdas Matyi | mesejáték                       | Megyeri Zoltán                                 | Matyi                                                                                          | Móricz Zsigmond Színház                                     |  |
| 1999.06.11.    | Brandon Thomas: Charlie nénje | zenés vígjáték                  | Megyei Zoltán                                  | Charlie                                                                                        | Móricz Zsigmond Színház                                     |  |
| 1999.08.07.    | Maugham, Nádas, Szenes: Imádok férjhez menni | vígjáték                        | Horváth László Attila, Szalma Tamás            | ügyvéd                                                                                         | Nyíregyháza                                                 |  |
| 1999.09.18.    | Tóth Ede: A falu rossza | folk musical                    | Schlanger András                               | Jóska                                                                                          | Móricz Zsigmond Színház                                     |  |
| 1999.10.15.    | Kornis Mihály: Körmagyar | komoly bohózat                  | Telihay Péter                                  | a fiatal elvtárs                                                                               | Móricz Zsigmond Színház                                     |  |
| 1999.12.18.    | William Shakespeare: Tévedések (vígjátéka) | vígjáték                        | Simon Balázs                                   | rendőrbiztos                                                                                   | Móricz Zsigmond Színház                                     |  |
| 1999           | Keroul, Barré, Aldobolyi Nagy, Kazár: Léni néni | énekes bohózat                  | n. a.                                          | Armand                                                                                         | Móricz Zsigmond Színház                                     |  |
| 1999           | Tim Rice, Andrew Lloyd Webber: Jézus Krisztus Szupersztár | rockopera                       | Molnár László                                  | Simon                                                                                          | Musical Színház, Szolnoki Szabadtéri Színpad                |  |
| 2000.02.19.    | Csukás István, Bergendy István: Süsü, a sárkány | zenés mesejáték                 | Bodnár Zoltán                                  | királyfi                                                                                       | Móricz Zsigmond Színház                                     |  |
| 2000.08.14.    | Eisemann Mihály, Szilágyi László: Én és a kisöcsém | zenés játék                     | Léner András                                   | William Andersen                                                                               | Móricz Zsigmond Színház                                     |  |
| 2000.09.22.    | Nyikolaj Erdman: A mandátum | véres valótlanság               | Mohácsi János                                  | Kratyin, Narkisz Szmaragdovic fényképész                                                       | Móricz Zsigmond Színház                                     |  |
| 2000.10.07.    | Divinyi Réka: Árgyélus királyfi és Tündérszép Ilona | mesejáték                       | Tóth Miklós                                    | Botor                                                                                          | Móricz Zsigmond Színház                                     |  |
| 2000.12.16.    | Vajda Katalin, Valló Péter, Fábri Péter: Anconai szerelmesek | musical                         | Tasnádi Csaba                                  | Luigi del Soro                                                                                 | Móricz Zsigmond Színház                                     |  |
| 2001.03.10.    | Perault: Csizmás kandúr | mesejáték                       | Játékmester: Puskás Tivadar                    | a legkisebb fiú                                                                                | Móricz Zsigmond Színház                                     |  |
| 2001.08.10.    | Paul Portner: Hajmeresztő | bűnügyi társasjáték             | Tóth Miklós                                    | Tony Whitcomb                                                                                  | Nap-Folt Produkció                                          |  |
| 2001.10.19.    | McDermot, Rado: Hair | musical                         | Nagy Viktor (rendező)                          | Berger                                                                                         | Petőfi Színház, Veszprém                                    |  |
| 2001.12.15.    | Dés László, Geszti Péter, Békés Pál: A Dzsungel könyve | zenés játék                     | Krámer György                                  | Maugli                                                                                         | Móricz Zsigmond Színház                                     |  |
| 2002.08.09.    | Páratlan Páros | vígjáték                        | Háda János                                     | Stanley Curtis                                                                                 | Nap-Folt Produkció                                          |  |
| 2002.09.06.    | Zerkovitz Béla, Szilágyi László, Harmath Imre: Csókos asszony | operett                         | Réczei Tamás                                   | Dorozsmay Pista                                                                                | Csokonai Színház, Debrecen                                  |  |
| 2002.10.03.    | Leanord Bernstein, Stephen Sondheim: West Side Story | musical                         | Bagó Bertalan                                  | Riff                                                                                           | Budapesti Operettszínház előadása a Thália Színházban       |  |
| 2002.11.22.    | Barrie, Leight, Charlap, Styne, Comden, Green : Pán Péter | musical                         | Csutka István                                  | Pán Péter                                                                                      | Csokonai Színház, Debrecen                                  |  |
| 2002.12.21.    | Fenyő Miklós, Tasnádi István: Made in Hungária | musical                         | Tasádi Csaba                                   | Rikki, azaz amerika magyar hangja                                                              | Móricz Zsigmond Színház                                     |  |
| 2003.04.16.    | Lévay Szilveszter, Michael Kunze: Mozart! – magyarországi ősbemutató | musical                         | Kerényi Miklós Gábor                           | Mozart                                                                                         | Budapesti Operettszínház, Nagyszínpad                       |  |
| 2003.05.03.    | Ivan Kušan: Galócza | énekes komédia                  | Tasnádi Csaba                                  | Borisz Mozsbolt, földmérő                                                                      | Móricz Zsigmond Színház                                     |  |
| 2003.09.20.    | Kocsák Tibor-Miklós Tibor: Légy jó mindhalálig | musical                         | Horváth Patrícia                               | Török János                                                                                    | Móricz Zsigmond Színház                                     |  |
| 2003.12.13.    | Harvey Fierstein, Jerry Herman: Őrült nők ketrece | musical                         | Tasnády Csaba                                  | Jean-Michel, a fia                                                                             | Móricz Zsigmond Színház                                     |  |
| 2004.01.23.    | Gerard Presgurvic: Rómeó és Júlia – magyarországi ősbemutató | musical                         | Kerényi Miklós Gábor                           | Benvolio                                                                                       | Budapesti Operettszínház, Nagyszínpad                       |  |
| 2004.04.30.    | Michael John LaChiusa: Hello! Igen!? | musical                         | Böhm György                                    | Katona                                                                                         | Budapesti Operettszínház, Raktárszínház                     |  |
| 2004.09.18.    | Zerkovitz Béla, Szilágyi László, Harmath Imre: Csókos asszony | operett                         | Horváth Patrícia                               | Dorozsmay Pista                                                                                | Móricz Zsigmond Színház                                     |  |
| 2004.12.18.    | Gyárfás Miklós: Tanulmány a nőkről – ősbemutató | zenés válóok                    | Tasnádi Csaba                                  | Egri Péter                                                                                     | Móricz Zsigmond Színház                                     |  |
| 2005.03.18.    | Alan Menken, Tim Rice, Howard Ashmann: A Szépség és a Szörnyeteg – magyarországi ősbemutató                                                                                    | musical                         | Böhm György                                    | Lefou, Gaston szolgája                                                                         | Budapesti Operettszínház, Nagyszínpad                       |  |
| 2005.08.19.    | Gerard Presgurvic: Rómeó és Júlia | musical                         | Kerényi Miklós Gábor                           | Benvolio                                                                                       | Szegedi Szabadtéri Játékok                                  |  |
| 2005.09.24.    | ifj. Johann Strauss: Dr. Bőregér | operett                         | Kerényi Miklós Gábor                           | Frosch                                                                                         | Budapesti Operettszínház, Nagyszínpad                       |  |
| 2005.10.04.    | Nicholas Wright, Oberfrank Géza: A Kis Herceg | opera                           | Böhm György                                    | Hiú                                                                                            | Művészetek Palotája, Budapest                               |  |
| 2006.03.17.    | Jávori Ferenc Fegya: Menyasszonytánc – ősbemutató | klezmer musical                 | Béres Attila                                   | András                                                                                         | Budapesti Operettszínház, Nagyszínpad                       |  |
| 2006.05.26.    | Frank Wildhorn: Rudolf – ősbemutató | musical                         | Kerényi Miklós Gábor                           | Rudolf                                                                                         | Budapesti Operettszínház, Nagyszínpad                       |  |
| 2006.07.28.    | Frank Wildhorn: Rudolf – ősbemutató | musical                         | Kerényi Miklós Gábor                           | Rudolf                                                                                         | Szegedi Szabadtéri Játékok                                  |  |
| 2006           | Kalózok | popcorn opera                   | n. a.                                          | John Alvarez                                                                                   | Szabadtéri Színpad, Nyíregyháza                             |  |
| 2007.03.29.    | Gary Adler, Michael Patrick Walker: Oltári srácok – magyarországi ősbemutató                                                                                                   | musical                         | Somogyi Szilárd                                | Luke                                                                                           | Budapesti Operettszínház előadása a Thália Színházban       |  |
| 2007.12.14.    | Lehár Ferenc: A Víg özvegy | operett                         | Béres Attila                                   | Nyegus                                                                                         | Budapesti Operettszínház, Nagyszínpad                       |  |
| 2008.03.27.    | Kocsák Tibor-Somogyi Szilárd-Miklós Tibor: Abigél – ősbemutató | musical                         | Somogyi Szilárd                                | Kuncz Feri                                                                                     | Budapesti Operettszínház előadása a Thália Színházban       |  |
| 2008.06.24.    | Musical all night | musical show                    | n. a.                                          | n. a.                                                                                          | Musical Company előadása a Bakáts-téri Szabadtéri Színpadon |  |
| 2009.01.15.    | Parti Nagy Lajos – Darvas Ferenc: Ibusár – zenés változat ősbemutatója | huszerett                       | Béres Attila                                   | Kleisermann Mihály / Bajkhállóy Richard                                                        | Budapesti Operettszínház, Raktárszínház                     |  |
| 2009.07.15.    | Ács Bálint: A Tenkes kapitánya – ősbemutató | musical                         | Balikó Tamás                                   | Buga Jakab                                                                                     | Siklósi Várszínház – Siklós, várkert                        |  |
| 2009.10.09.    | Lévay Szilveszter-Michael Kunze: Elisabeth | musical                         | Kerényi Miklós Gábor                           | Luigi Lucheni                                                                                  | Budapesti Operettszínház, Nagyszínpad                       |  |
| 2010.01.20.    | SingSingSing Musical Show 2 | musical show                    | Szakál Attila                                  | n. a.                                                                                          | Petőfi Színház, Veszprém                                    |  |
| 2010.03.18.    | Lévay Szilveszter-Michael Kunze: Rebecca – A Manderley-ház asszonya – magyarországi ősbemutató                                                                                 | musical                         | Béres Attila                                   | Jack Fawell                                                                                    | Budapesti Operettszínház, Nagyszínpad                       |  |
| 2010.06.16.    | Queen: The Show must go on | koncertshow                     | n. a.                                          | Galileo, a főálmodozó                                                                          | POSZT, Pécs                                                 |  |
| 2010.10.22.    | Fényes Szabolcs – Bacsó Péter – G. Dénes György: Szerdán tavasz lesz | zenés játék                     | Somogyi Szilárd                                | Kis Flórián                                                                                    | Budapesti Operettszínház, Nagyszínpad                       |  |
| 2010.12.17.    | Frank Wildhor: Rudolf | musical                         | Somogyi Szilárd                                | Rudolf                                                                                         | Nemzeti Színház, Pécs                                       |  |
| 2011.08.19.    | Claude-Michel Schönberg: Miss Saigon | musical                         | Kerényi Miklós Gábor                           | Professzor                                                                                     | Soproni Szabadtéri Színpad                                  |  |
| 2011.09.15.    | Claude-Michel Schönberg: Miss Saigon | musical                         | Kerényi Miklós Gábor                           | Professzor                                                                                     | Budapesti Operettszínház, Nagyszínpad                       |  |
| 2011.12.10.    | Kocsák Tibor-Somogyi Szilárd-Miklós Tibor: Abigél | musical                         | Somogyi Szilárd                                | Kuncz Feri                                                                                     | MKB Aréna                                                   |  |
| 2012.02.05.    | Böhm-Korcsmáros: Szép nyári nap (100. előadás) | musical                         | Somogyi Szilárd                                | Kovásznai Ricsi – ünnepi műsorban szerepelt                                                    | Budapesti Operettszínház, Nagyszínpad                       |  |
| 2012.03.23.    | SingSingSing Musical Show 3 | musical show                    | Szakál Attila                                  | n. a.                                                                                          | Petőfi Színház, Veszprém                                    |  |
| 2012.03.30.    | Szörényi Levente-Bródy János: Veled, uram | rockopera                       | Somogyi Szilárd                                | Orseolo Péter                                                                                  | Budapesti Operettszínház előadása a Thália Színházban       |  |
| 2012.08.24.    | Claude-Michel Schönberg: Miss Saigon | musical                         | Kerényi Miklós Gábor                           | Professzor                                                                                     | Bajai Nyári Színházi Játékok                                |  |
| 2012.10.20.    | Szörényi Levente-Bródy János: Veled, uram | rockopera                       | Somogyi Szilárd                                | Torda táltos                                                                                   | Budapesti Operettszínház előadása a Thália Színházban       |  |
| 2013.03.16.    | Gerard Presgurvic: Rómeó és Júlia | musical                         | Kerényi Miklós Gábor                           | Benvolio                                                                                       | MKB Aréna                                                   |  |
| 2013.03.30.    | Tamási Áron – Tolcsvay László: Ördögölő Józsiás – ősbemutató | rockoperett                     | Somogyi Szilárd                                | Bakszén, az ördögök hercege                                                                    | Budapesti Operettszínház, Nagyszínpad                       |  |
| 2013.05.31.    | Dave Stewart – Glen Ballard – Bruce Joel Rubin: Ghost – magyarországi ősbemutató                                                                                               | musical                         | Kerényi Miklós Gábor                           | Carl                                                                                           | Budapesti Operettszínház, Nagyszínpad                       |  |
| 2013.08.29.    | Gerard Presgurvic: Rómeó és Júlia | musical                         | Kerényi Miklós Gábor                           | Benvolio                                                                                       | Bajai Nyári Színházi Játékok                                |  |
| 2014.01.18.    | Vajda Katalin, Fábri Péter: Anconai szerelmesek 2. – ősbemutató | musical                         | Tasnádi Csaba                                  | Luigi del Soro                                                                                 | Móricz Zsigmond Színház                                     |  |
| 2014.03.07.    | Kálmán Imre: Cirkuszhercegnő | operett                         | Verebes István                                 | Sergius Wladimir                                                                               | Budapesti Operettszínház, Nagyszínpad                       |  |
| 2014.07.18.    | Másik Lehel, Vizeli Csaba: Legénybúcsú – ősbemutató | musical comedy                  | Vizeli Csaba                                   | Tyutyu                                                                                         | Magyarock Dalszínház, Csokonai Műzelődési Központ, Komárom  |  |
| 2014.08.21.    | Lévay Szilveszter-Michael Kunze: Elisabeth | musical                         | Kerényi Miklós Gábor                           | Luigi Lucheni                                                                                  | Bajai Nyári Színházi Játékok                                |  |
| 2014.09.26.    | Lévay Szilveszter, Michael Kunze: Mozart! (felújítás) | musical                         | Kerényi Miklós Gábor                           | Mozart                                                                                         | Budapesti Operettszínház, Nagyszínpad                       |  |
| 2014.12.29.    | Táncdalfesztivál anno | zenés előadás                   | Venyige Sándor                                 | n. a.                                                                                          | Veres 1 Színház, Veresegyház                                |  |
| 2015.03.13.    | Eisemann Mihály: Én és a kisöcsém | zenés játék                     | Réthly Attila                                  | William Andersen                                                                               | Budapesti Operettszínház                                    |  |
| 2015.07.10.    | Kocsák Tibor-Somogyi Szilárd-Miklós Tibor: Abigél – szabadtéri ősbemutató | musical                         | Somogyi Szilárd                                | Kuncz Feri                                                                                     | Szegedi Szabadtéri Játékok                                  |  |
| 2015.07.17.    | Berkes Gábor-Pálvölgyi Géza: Újra itthon – hazatértem | oratórium koncert               |                                                | fellépők: Janicsák Veca, Miller Zoltán, Mészáros Árpád Zsolt, Szabó P. Szilveszter, Zöld Csaba | Papp László Sportaréna                                      |  |
| 2015.07.24.    | Eisemann Mihály: Én és a kisöcsém | zenés játék                     | Réthy Attila                                   | William Andersen                                                                               | Fertőrákosi Kőfejtő- és Barlangszínház                      |  |
| 2015.09.18.    | Neil Simon: Női furcsa pár | vígjáték                        | Janik László                                   | Manolo Costazuela                                                                              | Veres 1 Színház                                             |  |
| 2015.11.28.    | Mészáros László, Galambos Attila: Gladiátor – ősbemutató | giga musical                    | Pintér Tibor                                   | Carnifex                                                                                       | Nemzeti Lovas Színház előadása a Papp László Sportarénában  |  |
| 2015.12.04.    | Jacobi Viktor: Sybill | operett                         | Szabó Máté                                     | Kormányzó                                                                                      | Budapesti Operettszínház                                    |  |
| 2016.03.04.    | Lévay Szilveszter, Michael Kunze: Marie Antoinette – magyarországi ősbemutató                                                                                                  | musical                         | Kerényi Miklós Gábor                           | XVI. Lajos                                                                                     | Budapesti Operettszínház                                    |  |
| 2016.05.20.    | Jeffrey Lane, David Yazbek: Nők az idegösszeomlás szélén – magyarországi ősbemutató                                                                                            | musical                         | Réthy Attila                                   | taxisofőr                                                                                      | Budapesti Operettszínház                                    |  |
| 2016.08.12.    | Nacio Herb Brown, Arthuer Freed: Ének az esőben | musical                         | Harangozó Gyula (társrendező: Somogyi Szilárd) | énekes                                                                                         | Szegedi Szabadtéri Játékok                                  |  |
| 2016.10.21.    | Kocsis Tibor, Miklós Tibor: Lady Budapest (Tábori György Utazás című regénye alapján)                                                                                          | rockopera                       | Somogyi Szilárd                                | Szurov                                                                                         | Budapesti Operettszínház                                    |  |
| 2017.03.31.    | Lehár Ferenc: A Víg özvegy | operett                         | Szabó Máté                                     | Nyegus                                                                                         | Budapesti Operettszínház, Nagyszínpad                       |  |
| 2017.08.11.    | Alan Menken, Stephen Schwartz, Peter Parnell: A Notre Dame-i toronyőr magyarországi ősbemutató                                                                                 | musical                         | Kerényi Miklós Gábor                           | Clopin Trouillefou                                                                             | Szegedi Szabadtéri Játékok                                  |  |
| 2017.10.27     | Ken Ludwig: Hajszál híján Hollywood | komédia                         | Szurdi Miklós                                  | Richard                                                                                        | Veres1Színház                                               |  |
| 2017.11.14     | Vizeli Csaba (Varga Zsolt ötlete alapján): Retropoly – ősbemutató | musical / vígjáték              | Vizeli Csaba                                   | Szamuráj                                                                                       | Magyarock Dalszínház                                        |  |
| 2018.07.26     | Másik Lehel, Vizeli Csaba:A púpos | musical                         | Bakó Gábor, Vizeli Csaba                       | Henri de Lagardére lovag – A púpos                                                             | Magyarock Dalszínház                                        |  |
| 2018.08.24     | Szörényi Levente, Bródy János: István, a király | rockopera                       | Székely Kriszta                                | Bese, magyar főúr                                                                              | Bajai Nyári Színházi Fesztivál                              |  |
| 2018.11.03.    | Kocsák Tibor-Somogyi Szilárd-Miklós Tibor: Abigél | musical                         | Somogyi Szilárd                                | Vitay tábornok                                                                                 | Budapesti Operettszínház                                    |  |
| 2018.11.30.    | Fényes Szabolcs – Harmath Imre: Maya | operett                         | Réthly Attila                                  | Gorilla / Bambó, zenebohóc                                                                     | Budapesti Operettszínház                                    |  |
| 2019.01.19.    | Bolba Tamás – Szente Vajk – Galambos Attila: Csoportterápia | mjúzikelkámedi                  | Tasnádi Csaba                                  | Lajos                                                                                          | Veres 1 Színház                                             |  |
| 2019.07.12.    | Kálmán Imre: Csárdáskirálynő | operett                         | Vidnyánszky Attila                             | Eugen von Rohnsdorff főhadnagy                                                                 | Margitszigeti Szabadtéri Színpad                            |  |
| 2019.08.30.    | Pécsváradi Zoltán-Vizeli Csaba: Czibor, a rongylábú | musical                         |                                                | író                                                                                            | Magyarock Dalszínház                                        |  |
| 2019.09.14.    | Gerard Presgurvic: Rómeó és Júlia | musical                         | Kerényi Miklós Gábor                           | Lőrinc barát                                                                                   | Papp László Budapest Sportaréna                             |  |